# Ormosia hubbelli
Ormosia hubbelli är en tvåvingeart som beskrevs av Alexander 1926. Ormosia hubbelli ingår i släktet Ormosia och familjen småharkrankar. Inga underarter finns listade i Catalogue of Life.